# 薄暮

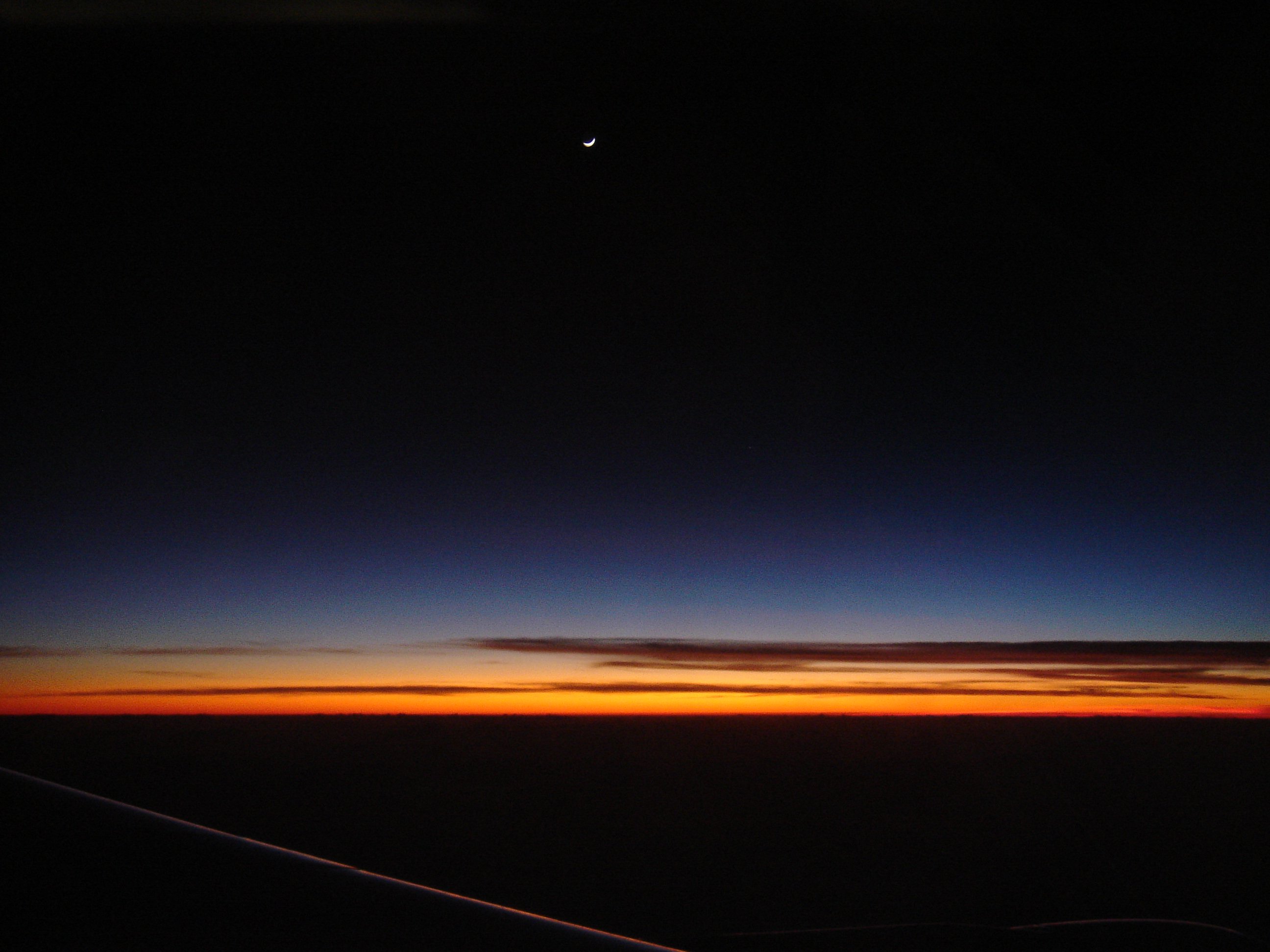
薄暮

薄暮（はくぼ）は、日没後の黄昏を指す。一般的には、日没後の太陽が地平線より6度程度下にある時間帯である。屋外で物体の区別はできるが、屋外で活動するには光の量が十分ではない。

## スポーツ用語として
おおむね午後3時以後に開始される試合が「薄暮開催」となる。一般的には午後３時以前開始の試合と違いはない。ただし、特定の大会や競技では、暑さ対策として試合開始時間を調整することがある。公営競技においても薄暮競走で行うことがある。
近年はプロ野球でも多くのファンを確保する観点から夏季の薄暮開催を増やす傾向にある。また、夏場のナイターでも日没が遅いため、事実上薄暮に近い状態で行われる場合も多い。東北楽天ゴールデンイーグルスは、宮城県仙台市にある楽天生命パーク宮城を本拠地としており、東北地方の春先や秋の寒冷な気候に対応するため、本来はナイトゲームとして行われる一部の試合を午後4時開始としている。
また2021年（令和3年）には新型コロナウィルスの蔓延拡大により、緊急事態宣言、または蔓延防止処置重点地域の指定都道府県で行われた試合において、なるべく20時までにイベントを終わらせる観点から、17時台に前倒して開催した事例もある。